# Baby, It's Cold Outside
Baby, It's Cold Outside è uno standard jazz, composta e scritta nel 1944 da Frank Loesser. Il brano è un duetto, che in origine veniva eseguito dallo stesso Loesser insieme alla moglie Lynn Garland. Quest'ultima la riteneva "la loro canzone", per questo si è infuriata molto quando il marito ne ha venduto i diritti alla MGM nel 1948.
Il brano è stato inserito nel film La figlia di Nettuno, per il quale vinse l'Oscar alla migliore canzone.

## Descrizione
Il testo del duetto consiste in una conversazione tra due persone, che nello spartito sono indicate come "topolino" (normalmente interpretato da una voce femminile) e "lupo" (di solito interpretato da una voce maschile). Ogni battuta è un'osservazione del "topolino" seguita da una risposta del "lupo"; si tratta sostanzialmente di una scena di seduzione. Anche se nel testo non si trova alcun riferimento a festività, è considerata una canzone natalizia a causa dei frequenti cenni al freddo, alla neve e al calore del salotto nel quale si trovano i due personaggi.

## Cover
Le versioni di questo standard sono numerosissime.
Fra le più note ci sono quelle di Ella Fitzgerald e Louis Jordan nel 1949 per la Decca Records che raggiunge la 9ª posizione negli Stati Uniti, di Louis Armstrong e Velma Middleton, di Ray Charles con Betty Carter nel 1961 e con Dionne Warwick nel 1987, di Al Hirt e Ann-Margret nel 1963 e di Rudol'f Nureev con Miss Piggy durante il Muppet Show, dove Nureev interpretava la parte del topolino e Miss Piggy quella del lupo. Nel 2004 James Taylor l'ha cantata, in coppia con Natalie Cole, nel suo A Christmas Album e Rod Stewart l'ha cantata, in coppia con Dolly Parton nel suo album Stardust: The Great American Songbook 3.
Nel 2014 è stata incisa da Michael Bublè e Idina Menzel per l’album natalizio di lei Holiday Wishes.
In Italia, il pezzo è stato inciso nel 2013 da Mina in coppia con Fiorello, per il disco Christmas Song Book della cantante cremonese.
Questa canzone è stata anche interpretata da Chris Colfer e Darren Criss nei panni di Kurt Hummel e Blaine Anderson nella serie TV Glee, e da Zach Braff e Donald Faison, attori di Scrubs.